# Lychnographa heroica
Lychnographa heroica är en fjärilsart som beskrevs av Turner 1917. Lychnographa heroica ingår i släktet Lychnographa och familjen mätare. Inga underarter finns listade i Catalogue of Life.